# Pierre Kalulu
Pierre Kazeye Rommel Kalulu Kyatengwa (sinh ngày 5 tháng 6 năm 2000) là một cầu thủ bóng đá chuyên nghiệp người Pháp hiện đang thi đấu cho câu lạc bộ Serie A Juventus và đội tuyển bóng đá quốc gia Pháp ở vị trí trung vệ hoặc hậu vệ phải.

## Thời thơ ấu
Kalulu sinh ra ở quận 8 ở Lyon, Pháp và có nguồn gốc từ Congo. Cha anh sinh ra ở Kabimba, Congo thuộc Bỉ và mẹ anh ở Likasi, Congo-Léopoldville. Anh nhập quốc tịch Pháp vào ngày 26 tháng 12 năm 2000 sau khi cha mẹ anh nhập quốc tịch Pháp.

## Sự nghiệp câu lạc bộ

### Lyon
Kalulu chuyển từ câu lạc bộ trẻ Saint-Prest đến học viện bóng đá trẻ của Olympique Lyon vào mùa hè năm 2010. Tại Lyon, anh đã trải qua các đội trẻ các lứa tuổi khác nhau từ năm 2010 đến năm 2018 và được đôn lên đội B của Olympique Lyon vào tháng 6 năm 2018. Trong trận đấu trên sân nhà trước Amiens vào ngày 5 tháng 3 năm 2020, Kalulu được điền tên trong đội một của Olympique Lyon nhưng không ra sân.

### Milan
Vào mùa hè năm 2020, Kalulu chuyển đến Ý để gia nhập AC Milan với một bản hợp đồng có thời hạn đến ngày 30 tháng 6 năm năm 2025. Vào ngày 10 tháng 12 năm 2020, Kalulu có trận đấu chuyên nghiệp đầu tiên khi được chơi trọn vẹn trận đấu tại Europa League gặp Sparta Praha ở vị trí trung vệ cánh trái. Ba ngày sau, vào ngày 13 tháng 12 năm 2020, Kalulu có trận ra mắt tại Serie A khi vào sân thay thế Matteo Gabbia bị chấn thương ở phút thứ 5 của trận đấu trên sân nhà trước Parma. Trong trận đấu tiếp theo trên sân khách trước Genoa vào ngày 16 tháng 12 năm 2020, Kalulu có trận đấu đầu tiên ra sân ngay từ đầu tại Serie A và ghi bàn thắng đầu tiên trong sự nghiệp thi đấu chuyên nghiệp của mình khi ghi bàn gỡ hòa 2–2.
Trong mùa giải 2021–22, Kalulu ra sân trong trận đấu trước Napoli vào ngày 6 tháng 3 năm 2022 để thay thế Alessio Romagnoli sau khi Romagnoli gặp phải chấn thương. Anh đá cặp ở vị trí trung vệ với Fikayo Tomori và đã giúp Milan giành chiến thắng 1–0 trước Napoli. Thêm vào đó, anh gây ấn tượng trước tiền đạo Victor Osimhen của Napoli. Trong trận trước Empoli vào ngày 12 tháng 3, Kalulu ghi bàn thắng đầu tiên trong mùa giải khi ghi một cú cứa lòng cực mạnh từ ngoài vòng cấm để giúp Milan giành chiến thắng 1–0 để giữ vững ngôi đầu bảng. Cùng với Tomori ở vị trí trung vệ, anh đã giúp Milan giữ sạch lưới hai trận liên tiếp ở Serie A lần đầu tiên vào năm 2022.
Trong mùa giải 2022–23, Kalulu chơi ở nhiều vị trí khác nhau trong suốt mùa giải với tư cách là trung vệ cánh phải bên cạnh Fikayo Tomori, hậu vệ phải trong hệ thống hàng hậu vệ 3 người với Malick Thiaw ở giữa và Tomori ở bên trái và hậu vệ cánh phải ở hàng hậu vệ 4 người. Tuy nhiên, vào cuối mùa giải, khi huấn luyện viên Stefano Pioli quay trở lại sử dụng đội hình 4–2–3–1, Kalulu bắt đầu mất vị trí trong đội hình xuất phát vào tay Thiaw ở vị trí trung vệ sau khi Thiaw nổi lên nửa cuối của mùa giải và vào tay đội trưởng Davide Calabria ở vị trí hậu vệ cánh phải.
Vào tháng 11 năm 2023, anh bị đứt gân cơ thẳng đùi bên trái khiến anh phải nghỉ thi đấu khoảng 4 tháng. Chính pha chấn thương đó đã làm suy yếu thêm sự nghiệp của Kalulu tại Milan trong mùa giải 2023–24 khi anh chỉ ra sân 11 lần trên mọi đấu trường, chủ yếu là do một số chấn thương đòi hỏi nhiều tháng phục hồi chức năng. Tuy nhiên, anh đã lấy lại thể lực vào tháng 5 năm 2024 và có ba lần ra sân trong tháng đó.

#### Cho mượn tại Juventus
Vào ngày 21 tháng 8 năm 2024, Kalulu gia nhập Juventus tại Serie A theo dạng cho mượn trong một năm với trị giá 3,3 triệu euro và tùy chọn mua đứt vào cuối thời hạn cho vay thêm 14 triệu euro. Quyết định này đã được chính thức công bố vào ngày 6 tháng 6 năm 2025.

## Sự nghiệp quốc tế
Kể từ tháng 6 năm 2018, Kalulu đã thi đấu cho đội tuyển quốc gia trẻ ở các lứa tuổi khác nhau của Pháp và tham gia với tư cách cầu thủ chính ở Giải vô địch U-19 châu Âu 2019. Kalulu có trận ra mắt cho đội U-21 ở vòng tứ kết Giải vô địch U-21 châu Âu 2021 trước Hà Lan. Pháp bị loại ở vòng này sau khi bị Hà Lan đánh bại với tỷ số 2–1.
Kalulu được triệu tập vào đội tuyển bóng đá Olympic Pháp để tham dự Thế vận hội Mùa hè 2020 ở Tokyo. Tuy nhiên, anh đã phải từ giã sớm cùng với Pháp vì bị loại ở vòng bảng giải bóng đá Olympic sau hai trận thua trước México và chủ nhà Nhật Bản. Kalulu có tên trong đội hình xuất phát của Pháp trong cả ba trận vòng bảng.
Vào tháng 6 và tháng 7 năm 2023, Kalulu tham dự Giải vô địch U-21 châu Âu. Pháp kết thúc vòng bảng với ba trận thắng ở vị trí đầu bảng nhưng bị loại ở tứ kết sau khi gặp thất bại trước Ukraina với tỷ số 1–3. Kalulu có tên trong đội hình xuất phát của Pháp ở hai trận vòng bảng và tứ kết.

## Đời tư
Pierre Kalulu là em trai của hai cầu thủ bóng đá Aldo Kalulu và Gédéon Kalulu, và đồng thời cũng là anh trai của Joseph Kalulu.

## Thống kê sự nghiệp
Tính đến 26 tháng 8 năm 2024
| Câu lạc bộ          | Mùa giải            | Giải vô địch           | Giải vô địch | Giải vô địch | Cúp quốc gia | Cúp quốc gia | Châu lục | Châu lục | Khác | Khác | Tổng cộng | Tổng cộng |
| Câu lạc bộ          | Mùa giải            | Hạng đấu               | Trận         | Bàn          | Trận         | Bàn          | Trận     | Bàn      | Trận | Bàn  | Trận      | Bàn       |
| ------------------- | ------------------- | ---------------------- | ------------ | ------------ | ------------ | ------------ | -------- | -------- | ---- | ---- | --------- | --------- |
| Lyon B              | 2018–19             | Championnat National 2 | 17           | 0            | —            | —            | —        | —        | —    | —    | 17        | 0         |
| Lyon B              | 2019–20             | Championnat National 2 | 19           | 0            | —            | —            | —        | —        | —    | —    | 19        | 0         |
| Lyon B              | Tổng cộng           | Tổng cộng              | 36           | 0            | —            | —            | —        | —        | —    | —    | 36        | 0         |
| AC Milan            | 2020–21             | Serie A                | 13           | 1            | 1            | 0            | 4        | 0        | —    | —    | 18        | 1         |
| AC Milan            | 2021–22             | Serie A                | 28           | 1            | 4            | 0            | 5        | 0        | —    | —    | 37        | 1         |
| AC Milan            | 2022–23             | Serie A                | 34           | 1            | 1            | 0            | 10       | 0        | 1    | 0    | 46        | 1         |
| AC Milan            | 2023–24             | Serie A                | 9            | 0            | 0            | 0            | 2        | 0        | —    | —    | 11        | 0         |
| AC Milan            | Tổng cộng           | Tổng cộng              | 84           | 3            | 6            | 0            | 21       | 0        | 1    | 0    | 112       | 3         |
| Juventus (mượn)     | 2024–25             | Serie A                | 1            | 0            | 0            | 0            | 0        | 0        | —    | —    | 1         | 0         |
| Tổng cộng sự nghiệp | Tổng cộng sự nghiệp | Tổng cộng sự nghiệp    | 121          | 3            | 6            | 0            | 21       | 0        | 1    | 0    | 149       | 3         |

1. ↑  Bao gồm Coppa Italia
2. ↑  Ra sân tại UEFA Europa League
3. 1 2 3  Ra sân tại UEFA Champions League
4. ↑  Ra sân tại Supercoppa Italiana
5. ↑  Ra sân một lần tại UEFA Champions League, ra sân một lần tại UEFA Europa League

## Danh hiệu
AC Milan
- Serie A: 2021–22[22]